# 市原宏祐
市原 宏祐（いちはら こうすけ、1936年8月21日 -2010年11月13日)　はサクソフォーン、フルート奏者、スタジオ・ミュージシャンである。

## 略歴
東京生まれ。日大二高卒業。
松本伸とニューパシフィックオーケストラ、海老原啓一郎オーケストラを経て宮間利之とニュージャイブ、宮間利之とニューハード、その後、LOVE LIVE LIFEを結成した。
後に演歌・歌謡曲へと転向し、レコードやCDアルバムを多数発売した。また、「浪漫倶楽部」としても活動。
メンバーは市原と、ギターの斉藤功、アコーディオンの鳥井勉である。
2010年に他界した谷啓の葬儀では手伝いをするなど人柄の良さでも知られたが、同年11月13日に心不全で死去した。73歳没。
変名に「はらひろし」「まぶち・ゆうじろう」「あかぎ哲也」「三笠輝彦」がある。
クラウンで「まぶち・ゆうじろう」「はらひろし」名義で多数録音を残している。
テイチクで「あかぎ哲也」名義で2枚LPを発売している。
ワーナーで「三笠輝彦」名義で多数録音を残している。
ダイナミックで、堂々たる演奏には昔から定評があり、演歌転向後にレコーディングされた曲は100曲を超える。
粋なアレンジが特徴で、自身で編曲もするなど、晩年まで演奏活動を欠かさず行っていた。